# 2005–2006-os angol labdarúgó-ligakupa
A 2005–2006-os angol labdarúgó-ligakupa (eredeti nevén Carling Cup vagy Football League Cup) az angol ligakupa 46. szezonja volt. A sorozat 2005. augusztus 22-én kezdődött és 2006. február 26-án ért véget.
A döntőt Cardiffban, a Millennium Stadionban rendezték a Manchester United és a Wigan Athletic között. A United 4-0-s győzelmet aratott, Wayne Rooney két, Louis Saha és Cristiano Ronaldo pedig egy-egy gólt szerzett.

## Első kör
Az első körben a Football League 72 csapata vett részt. A csapatokat két csoportra osztották, kiemelt, illetve nem kiemelt klubok vettek részt a sorsoláson. A kiemelés az előző bajnoki szezonban elért eredménytől függött, tehát a Premier League-ből frissen kiesett Norwich City, Crystal Palace és Southampton került a kiemelés élére, a végére pedig a League Two-ba feljutott Barnet és Carlisle United.
- 2005. június 28-án került sor a sorsolásra, ekkor párosították össze a kiemelt és nem kiemelt csapatokat.
- A mérkőzéseket 2005. augusztus 22-én, 23-án és 24-én rendezték.
- Ha a 90 perc után az eredmény döntetlen, a csapatok hosszabbítást játszanak, ha ekkor sincs döntés, következik a büntetőpárbaj.

| #                                                                         | Hazai csapat            | Eredmény | Vendég csapat          | Dátum               |
| ------------------------------------------------------------------------- | ----------------------- | -------- | ---------------------- | ------------------- |
| 1                                                                         | Chesterfield            | 2–4      | Huddersfield Town      | 2005. augusztus 24. |
| 2                                                                         | Colchester United       | 0–2      | Cardiff City           | 2005. augusztus 24. |
| 3                                                                         | Derby County            | 0–1      | Grimsby Town           | 2005. augusztus 24. |
| 4                                                                         | Rushden & Diamonds      | 0–3      | Coventry City          | 2005. augusztus 24. |
| 5                                                                         | Torquay United          | 0–0      | Bournemouth            | 2005. augusztus 24. |
| Hosszabbítás után: 0–0, a Bournemouth nyert 4–3-ra a büntetőpárbajban.    |                         |          |                        |                     |
| 6                                                                         | Blackpool               | 2–1      | Hull City              | 2005. augusztus 23. |
| 7                                                                         | Bristol City            | 2–4      | Barnet                 | 2005. augusztus 23. |
| 8                                                                         | Burnley                 | 2–1      | Carlisle United        | 2005. augusztus 23. |
| 9                                                                         | Bury                    | 0–3      | Leicester City         | 2005. augusztus 23. |
| 10                                                                        | Crystal Palace          | 3–0      | Walsall                | 2005. augusztus 23. |
| 11                                                                        | Cheltenham Town         | 5–0      | Brentford              | 2005. augusztus 23. |
| 12                                                                        | Gillingham              | 1–0      | Oxford United          | 2005. augusztus 23. |
| 13                                                                        | Hartlepool United       | 3–1      | Darlington             | 2005. augusztus 23. |
| 14                                                                        | Ipswich Town            | 0–2      | Yeovil Town            | 2005. augusztus 23. |
| 15                                                                        | Leeds United            | 2–0      | Oldham Athletic        | 2005. augusztus 23. |
| 16                                                                        | Leyton Orient           | 1–3      | Luton Town             | 2005. augusztus 23. |
| 17                                                                        | Lincoln City            | 5–1      | Crewe Alexandra        | 2005. augusztus 23. |
| 18                                                                        | MK Dons                 | 0–1      | Norwich City           | 2005. augusztus 23. |
| 19                                                                        | Mansfield Town          | 1–1      | Stoke City             | 2005. augusztus 23. |
| Hosszabbítás után: 1–1, a Mansfield Town nyert 3–0-ra a büntetőpárbajban. |                         |          |                        |                     |
| 20                                                                        | Millwall                | 2–0      | Bristol Rovers         | 2005. augusztus 23. |
| 21                                                                        | Northampton Town        | 3–0      | Queens Park Rangers    | 2005. augusztus 23. |
| 22                                                                        | Nottingham Forest       | 2–3      | Macclesfield Town      | 2005. augusztus 23. |
| 23                                                                        | Plymouth Argyle         | 2–1      | Peterborough United    | 2005. augusztus 23. |
| 24                                                                        | Preston North End       | 1–1      | Barnsley               | 2005. augusztus 23. |
| Hosszabbítás után: 2–2, a Barnsley nyert 5–4-re a büntetőpárbajban.       |                         |          |                        |                     |
| 25                                                                        | Reading                 | 3–1      | Swansea City           | 2005. augusztus 23. |
| 26                                                                        | Rochdale                | 0–5      | Bradford City          | 2005. augusztus 23. |
| 27                                                                        | Rotherham United        | 3–1      | Port Vale              | 2005. augusztus 23. |
| 28                                                                        | Scunthorpe United       | 2–1      | Tranmere Rovers        | 2005. augusztus 23. |
| 29                                                                        | Sheffield United        | 1–0      | Boston United          | 2005. augusztus 23. |
| 30                                                                        | Shrewsbury Town         | 3–2      | Brighton & Hove Albion | 2005. augusztus 23. |
| 31                                                                        | Stockport County        | 2–4      | Sheffield Wednesday    | 2005. augusztus 23. |
| 32                                                                        | Swindon Town            | 1–3      | Wycombe Wanderers      | 2005. augusztus 23. |
| 33                                                                        | Watford                 | 3–1      | Notts County           | 2005. augusztus 23. |
| 34                                                                        | Wolverhampton Wanderers | 5–1      | Chester City           | 2005. augusztus 23. |
| 35                                                                        | Wrexham                 | 0–1      | Doncaster Rovers       | 2005. augusztus 23. |
| 36                                                                        | Southend United         | 0–3      | Southampton            | 2005. augusztus 22. |

## Második kör
A második körben az előző kör 36 továbbjutójához csatlakozott a Premier League azon 12 csapata, mely egyik európai kupasorozatban sem indult.A sorsolása 2005. augusztus 27-én került sor, a mérkőzéseket szeptember 20-án és 21-én rendezték.
| #                                                                           | Hazai csapat         | Eredmény | Vendég csapat           | Dátum                |
| --------------------------------------------------------------------------- | -------------------- | -------- | ----------------------- | -------------------- |
| 1                                                                           | Blackburn Rovers     | 3–1      | Huddersfield Town       | 2005. szeptember 21. |
| 2                                                                           | Doncaster Rovers     | 1–1      | Manchester City         | 2005. szeptember 21. |
| Hosszabbítás után: 1–1, a Doncaster Rovers nyert 3–0-ra a büntetőpárbajban. |                      |          |                         |                      |
| 3                                                                           | Fulham               | 5–4      | Lincoln City            | 2005. szeptember 21. |
| 4                                                                           | Barnet               | 2–1      | Plymouth Argyle         | 2005. szeptember 20. |
| 5                                                                           | Burnley              | 3–0      | Barnsley                | 2005. szeptember 20. |
| 6                                                                           | Crystal Palace       | 1–0      | Coventry City           | 2005. szeptember 20. |
| 7                                                                           | Cardiff City         | 2–1      | Macclesfield Town       | 2005. szeptember 20. |
| 8                                                                           | Charlton Athletic    | 3–1      | Hartlepool United       | 2005. szeptember 20. |
| 9                                                                           | Gillingham           | 3–2      | Portsmouth              | 2005. szeptember 20. |
| 10                                                                          | Grimsby Town         | 1–0      | Tottenham Hotspur       | 2005. szeptember 20. |
| 11                                                                          | Leicester City       | 2–1      | Blackpool               | 2005. szeptember 20. |
| 12                                                                          | Mansfield Town       | 1–0      | Southampton             | 2005. szeptember 20. |
| 13                                                                          | Norwich City         | 2–0      | Northampton Town        | 2005. szeptember 20. |
| 14                                                                          | Reading              | 1–0      | Luton Town              | 2005. szeptember 20. |
| 15                                                                          | Rotherham United     | 0–2      | Leeds United            | 2005. szeptember 20. |
| 16                                                                          | Scunthorpe United    | 0–2      | Birmingham City         | 2005. szeptember 20. |
| 17                                                                          | Sheffield Wednesday  | 2–4      | West Ham United         | 2005. szeptember 20. |
| 18                                                                          | Shrewsbury Town      | 0–0      | Sheffield United        | 2005. szeptember 20. |
| Hosszabbítás után: 0–0, a Sheffield United nyert 3–0-ra a büntetőprábajban. |                      |          |                         |                      |
| 19                                                                          | Sunderland           | 1–0      | Cheltenham Town         | 2005. szeptember 20. |
| 20                                                                          | Watford              | 2–1      | Wolverhampton Wanderers | 2005. szeptember 20. |
| 21                                                                          | West Bromwich Albion | 4–1      | Bradford City           | 2005. szeptember 20. |
| 22                                                                          | Wigan Athletic       | 1–0      | Bournemouth             | 2005. szeptember 20. |
| 23                                                                          | Wycombe Wanderers    | 3–8      | Aston Villa             | 2005. szeptember 20. |
| 24                                                                          | Yeovil Town          | 1–2      | Millwall                | 2005. szeptember 20. |

## Harmadik kör
A harmadik körben a második kör 24 győzteséhez csatlakozott a maradék nyolc Premier League-klub is. A sorsolásra 2005. szeptember 24-én került sor, a mérkőzéseket október 25-én és 26-án rendezték.
| #                                                                            | Hazai csapat      | Eredmény | Vendég csapat        | Dátum             |
| ---------------------------------------------------------------------------- | ----------------- | -------- | -------------------- | ----------------- |
| 1                                                                            | Birmingham City   | 2–1      | Norwich City         | 2005. október 26. |
| 2                                                                            | Bolton Wanderers  | 1–0      | West Ham United      | 2005. október 26. |
| 3                                                                            | Cardiff City      | 0–1      | Leicester City       | 2005. október 26. |
| 4                                                                            | Chelsea           | 1–1      | Charlton Athletic    | 2005. október 26. |
| Hosszabbítás után: 1–1, a Charlton Athletic nyert 5–4-re a büntetőpárbajban. |                   |          |                      |                   |
| 5                                                                            | Everton           | 0–1      | Middlesbrough        | 2005. október 26. |
| 6                                                                            | Grimsby Town      | 0–1      | Newcastle United     | 2005. október 26. |
| 7                                                                            | Manchester United | 4–1      | Barnet               | 2005. október 26. |
| 8                                                                            | Aston Villa       | 1–0      | Burnley              | 2005. október 25. |
| 9                                                                            | Blackburn rovers  | 3–0      | Leeds United         | 2005. október 25. |
| 10                                                                           | Crystal Palace    | 2–1      | Liverpool            | 2005. október 25. |
| 11                                                                           | Doncaster Rovers  | 2–0      | Gillingham           | 2005. október 25. |
| 12                                                                           | Fulham            | 2–3      | West Bromwich Albion | 2005. október 25. |
| 13                                                                           | Mansfield Town    | 2–3      | Millwall             | 2005. október 25. |
| 14                                                                           | Reading           | 2–0      | Sheffield United     | 2005. október 25. |
| 15                                                                           | Sunderland        | 0–3      | Arsenal              | 2005. október 25. |
| 16                                                                           | Wigan Athletic    | 3–0      | Watford              | 2005. október 25. |

## Negyedik kör
A sorsolásra 2005. október 29-én került sor, a mérkőzéseket november 29-én és 30-án rendezték.
| 2005. november 30. | Bolton Wanderers          | 2 – 1 (h.u.) | Leicester City | Reebok Stadium, Bolton Nézőszám: 13,067 Játékvezető: Dermot Gallagher |
| 2005. november 30. | Borgetti 104' Vaz Tê 106' |              | Williams 110'  | Reebok Stadium, Bolton Nézőszám: 13,067 Játékvezető: Dermot Gallagher |

| 2005. november 30. | Charlton Athletic      | 2 – 3 | Blackburn Rovers                  | The Valley, London Nézőszám: 14,093 Játékvezető: Peter Walton |
| 2005. november 30. | Ambrose 37' Murphy 50' |       | Kuqi 75' Thompson 81' Bentley 88' | The Valley, London Nézőszám: 14,093 Játékvezető: Peter Walton |

| 2005. november 30. | Manchester United FC                      | 3 – 1 | West Bromwich Albion | Old Trafford, Manchester Nézőszám: 48,924 Játékvezető: Mark Clattenburg |
| 2005. november 30. | Ronaldo 12' (büntető) Saha 16' O'Shea 56' |       | Ellington 77'        | Old Trafford, Manchester Nézőszám: 48,924 Játékvezető: Mark Clattenburg |

| 2005. november 30. | Middlesbrough         | 2 – 1 | Crystal Palace       | Riverside Stadion, Middlesbrough Nézőszám: 10,791 Játékvezető: Howard Webb |
| 2005. november 30. | Viduka 52' Németh 55' |       | Queudrue 31' (öngól) | Riverside Stadion, Middlesbrough Nézőszám: 10,791 Játékvezető: Howard Webb |

| 2005. november 30. | Wigan Athletic         | 1 – 0 | Newcastle United | JJB Stadium, Wigan Nézőszám: 11,574 |
| 2005. november 30. | Connolly 88' (büntető) |       |                  | JJB Stadium, Wigan Nézőszám: 11,574 |

| 2005. november 29. | Arsenal                             | 3 – 0 | Reading | Highbury, London Nézőszám: 36,167 Játékvezető: Lee Mason |
| 2005. november 29. | Reyes 12' Van Persie 42' Lupoli 65' |       |         | Highbury, London Nézőszám: 36,167 Játékvezető: Lee Mason |

| 2005. november 29. | Doncaster Rovers                                 | 3 – 0 | Aston Villa | Belle Vue, Doncaster Nézőszám: 10,590 Játékvezető: Mike Dean |
| 2005. november 29. | McIndoe 20' (büntető) Heffernan 53' Thornton 79' |       |             | Belle Vue, Doncaster Nézőszám: 10,590 Játékvezető: Mike Dean |

| 2005. november 29. | Millwall               | 2 – 2 (h.u.) 11-esekkel 3 – 4 | Birmingham City      | The New Den, London Nézőszám: 7,732 Játékvezető: Graham Poll |
| 2005. november 29. | Dunne 57' Elliott 116' |                               | Gray 10' Heskey 102' | The New Den, London Nézőszám: 7,732 Játékvezető: Graham Poll |

## Negyeddöntő
A sorsolásra 2005. december 3-án került sor, a mérkőzéseket december 20-án és 21-én rendezték.
| 2005. december 21. | Doncaster overs       | 2 – 2 (h.u.) 11-esekkel 1 – 3 | Arsenal                     | Belle Vue, Doncaster Nézőszám: 10,006 Játékvezető: Phil Dowd |
| 2005. december 21. | McIndoe 2' Green 104' |                               | Owusu-Abeyie 63' Silva 120' | Belle Vue, Doncaster Nézőszám: 10,006 Játékvezető: Phil Dowd |

| 2005. december 21. | Middlesbrough | 0 – 1      | Blackburn Rovers | Riverside Stadion, Middlesbrough Nézőszám: 14,710 Játékvezető: Alan Wiley |
| 2005. december 21. |               | Dickov 90' |                  | Riverside Stadion, Middlesbrough Nézőszám: 14,710 Játékvezető: Alan Wiley |

| 2005. december 20. | Birmingham City | 1 – 3 | Manchester United    | St. Andrews, Birmingham Nézőszám: 20,454 Játékvezető: Mark Halsey |
| 2005. december 20. | Jarosik 75'     |       | Saha 46' 63' Pak 50' | St. Andrews, Birmingham Nézőszám: 20,454 Játékvezető: Mark Halsey |

| 2005. december 20. | Wigan Athletic  | 2 – 0 | Bolton Wanderers | JJB Stadium, Wigan Nézőszám: 13,401 Játékvezető: Mike Dean |
| 2005. december 20. | Roberts 40' 45' |       |                  | JJB Stadium, Wigan Nézőszám: 13,401 Játékvezető: Mike Dean |

## Elődöntő
Az elődöntő első mérkőzéseit 2006. január 10-én és 11-én, a visszavágókat január 24-én és 25-én rendezték.

### Első forduló
| 2006. január 10. 19:45 (GMT) | Wigan Athletic | 1 – 0 | Arsenal | JJB Stadium, Wigan Nézőszám: 12,181 Játékvezető: Howard Webb |
| 2006. január 10. 19:45 (GMT) | Scharner 78'   |       |         | JJB Stadium, Wigan Nézőszám: 12,181 Játékvezető: Howard Webb |

| 2006. január 11. 20:00 (GMT) | Blackburn Rovers | 1 – 1 | Manchester United | Ewood Park, Blackburn Nézőszám: 24,348 Játékvezető: Rob Styles |
| 2006. január 11. 20:00 (GMT) | Pedersen 35'     |       | Saha 30'          | Ewood Park, Blackburn Nézőszám: 24,348 Játékvezető: Rob Styles |

### Második forduló
| 2006. január 24. 19:45 (GMT) | Arsenal                   | 2 – 1 (h.u.) | Wigan Athletic | Highbury, London Nézőszám: 37,086 Játékvezető: Phil Dowd |
| 2006. január 24. 19:45 (GMT) | Henry 65' van Persie 108' |              | Roberts 119'   | Highbury, London Nézőszám: 37,086 Játékvezető: Phil Dowd |

A Wigan Athletic jutott tovább idegenben lőtt góljának köszönhetően
| 2006. január 25. 20:00 (GMT) | Manchester United          | 2 – 1 | Blackburn Rovers | Old Trafford, Manchester Nézőszám: 61,637 Játékvezető: Graham Poll |
| 2006. január 25. 20:00 (GMT) | van Nistelrooy 8' Saha 51' |       | S. Reid 32'      | Old Trafford, Manchester Nézőszám: 61,637 Játékvezető: Graham Poll |

A Manchester United jutott a döntőbe 3–2-es összesítéssel

## Döntő
A döntőt 2006. február 26-án rendezték Cardiffban, a Millennium Stadionban. A Manchester United 4-0-ra legyőzte a Wigan Athleticet.
| 2006. február 26. 15:00 (GMT) | Manchester United                    | 4 – 0         | Wigan Athletic | Millennium Stadion, Cardiff Nézőszám: 66,866 Játékvezető: Alan Wiley |
| 2006. február 26. 15:00 (GMT) | Rooney 33', 61' Saha 55' Ronaldo 59' | (Jegyzőkönyv) |                | Millennium Stadion, Cardiff Nézőszám: 66,866 Játékvezető: Alan Wiley |

- A mérkőzés statisztikái a Soccerbase-en

## Külső hivatkozások
- Hivatalos weboldal
- Hírek  football-league.co.uk
- Ligakupa  bbc.co.uk
- Hírek, jegyzőkönyvek és képek  Reuters.co.uk

## Fordítás
- Ez a szócikk részben vagy egészben  a(z)   2005–06 Football League Cup című angol Wikipédia-szócikk fordításán alapul.  Az eredeti cikk szerkesztőit annak laptörténete sorolja fel. Ez a jelzés csupán a megfogalmazás eredetét és a szerzői jogokat jelzi, nem szolgál a cikkben szereplő információk forrásmegjelöléseként.